# Club Atlético y Biblioteca Ferrocarril Sud
El Club Atlético y Biblioteca Ferrocarril Sud es un club de fútbol argentino, con sede en la ciudad de Tandil, provincia de Buenos Aires.
Fue fundado el 6  de junio de 1919 (106 años).
Su estadio «Agustín Nicolás Dimuro» se encuentra en la manzana que es rodeada por las calles Mosconi, Av. del Valle, Nigro y Beiro; y su sede con cancha de básquet y pelota paleta, entre otros, en Colón y Arana. El club es conocido como «los tricolores» debido a los tres colores de su escudo: azul, rojo y blanco. Pertenece a la Liga Tandilense de Fútbol de la Provincia de Buenos Aires, donde obtuvo 20 títulos.
Participó de los Torneos Regionales de segunda división del Fútbol Argentino durante la década de 1970, de los Torneos del Interior de tercera división durante los 80, del Argentino B en los 90 y hasta 2004, y en los últimos años del Torneo del Interior.
Mantiene lazos y convenios con los clubes más grandes de la Argentina con los que disputa partidos amistosos y pruebas conjuntas de jugadores.
Su clásico rival es el Club y Biblioteca Ramón Santamarina, de su misma ciudad.
Además del fútbol, en el club se realizan otras actividades destacándose la gimnasia artística, disciplina en la que se obtuvieron varios títulos provinciales, la pelota paleta, taekwondo, boxeo, danza, aikido, tenis, balonmano, newcom, patinaje y bastión.
El pasado 8 de diciembre obtuvo su último título, la «Copa Juan Triszcz», consagrándose ante su clásico rival, Club y Biblioteca Ramón Santamarina, por 1 a 0.

## Historia

### Inicios
El origen de la institución se dio a partir de la idea que tuvieron algunos empleados de la empresa del Ferrocarril Sud que prestaban servicio en la ciudad. Luego de aunar voluntades y esfuerzos se inclinaron por crear un club que representara a la juventud y familias de barrio.
Dentro de las intenciones que trataban en cada reunión era la de formar una entidad que cumpliera un rol muy importante dentro de la sociedad. La jornada del viernes 6 de junio de 1919 fue muy especial y por demás atrapante desde las primeras horas del día. Ya se palpaba la gestación de la institución del barrio la estación.
En aquella época los clubes tenían un rol muy valorable y el fútbol comenzaba a dar sus primeros pasos en Tandil. Varios equipos de aquel momento decidieron la creación de la Asociación Tandilense de Foot Ball.
Rómulo Martínez se desempeñaba como telegrafista en la empresa del Ferrocarril del Sud. Sin dudas que el apoyo de la compañía sería clave para poder llevar a cabo semejante emprendimiento. Esa tarde de otoño, Pedro Saint Miqueo, jefe de la estación, aceptó el proyecto y los autorizó a reunirse en una de las tradicionales casillas que hacían las veces de oficina.
En la asamblea estuvieron presentes: Nicolás Aceto, Martín Bisbal, Juan Cartagénova, José Haudu Castet, Miguel Dellavanzo, Carlos Chamberlain, Agustín Fernández, Rómulo Martínez, Domingo Nario, Juan Pisani, Carlos Roca, Marcelo Sasiain, Héctor Soulá, Guillermo Schagen, Alfredo Uez y José Uez.
En esa reunión aprueban la fundación del club Ferroviario, resolviéndose de inmediato enviar una nota al gerente del Ferrocarril Sud en Plaza Constitución, Mr. J.M Eddy, en donde le anunciaron lo resuelto y lo designaron presidente honorario.
Un par de días después de esta notificación, recibieron acuse recibo agradeciendo la distinción que le habían conferido y le deseaban éxitos en este proyecto. Además les envió cincuenta pesos moneda nacional.
Los colores de la institución, por iniciativa de Carlos Chamberlain, fueron azul, blanco y rojo ya que eran las insignias de la bandera inglesa que identificaba a la empresa en cuestión.
Igualmente la historia arrojó distintas posiciones. Con el tiempo fue creciendo el compañerismo entre todos los integrantes de este emprendimiento. A partir de ese 6 de junio cada día surgían nuevos proyectos con el objetivo de tener nuevos objetivos que motivaran al crecimiento de la entidad.
De a poco buscaron los medios necesarios para poder encontrar un edificio que brindará las comodidades necesarias para cumplir con las tareas de una institución. Sin dudas que esto era fundamental para poder continuar debido a que era clave para poder reunir a todos los socios que habían hecho hasta el momento.
Los primeros meses del club fueron para realizar reuniones que sirvieran para llegar a la primera asamblea de la institución que le permitiera elegir autoridades y el cambio de nombre de la flamante sociedad.
La empresa ferroviaria cumplió un rol muy valioso en la historia de los tricolores ya que donó dinero para poder solventar los primeros gastos y que tuvo como presidente de honor a J. M Eddy que era el gerente del Ferrocarril Sud y a varias autoridades de ese trabajo como miembros de la comisión de honor.
El verano de 1920 fue determinante ya que en aquel momento se armaron las divisiones para competir en los campeonatos oficiales. Fue una temporada que los marcaría para el resto de su vida institucional.
A lo largo de la historia, Ferro siempre pudo superarse a cada inconveniente que se le fue presentando debido a los distintos momentos que fue atravesando la entidad de la estación. La institución fue popular por el fútbol pero también se practicaron otros deportes que le dieron la oportunidad a los jóvenes de insertarse en distintas disciplinas. El vóley, básquet y la gimnasia artística fueron actividades que realmente le dieron muchos réditos a los tricolores a lo largo de sus 95 años.

### Intervención judicial
Hacia 2008 Ferro atravesó una crítica situación que derivó en la intervención judicial por casi dos años. Para ponerle punto final a esa intervención, en el año 2010 se conformó una Comisión Normalizadora conformada por Alejandro Ruffa, Andrea García, Walter Vélez, Roberto Bonnana, Ezequiel Lester y Rubén Zeme, que llevó como presidente a Edgardo Vázquez.

### Vuelta a los socios
Para 2014 se dan las condiciones para que se vuelvan a realizar elecciones de Comisión Directiva.
El 11 de diciembre se vuelve a realizar una asamblea electoral en donde se eligió la organización política para los siguientes 2 años. Se presentó una lista única con Ezequiel Lester para presidente, Sebastián Salituri para vicepresidente primero y Carlos García para vice segundo.

## Socios vitalicios
Al cumplirse 90 años de vida, el club exhibe el siguiente listado de socios vitalicios que tiene la institución: Luis Enrique Viglezzi, Iris Larsen, Juan Barrionuevo, Olga Fernández, Luis Terminello, José Arias, Luis Lobruno, Miguel Obesio, Demetrio Brutti, Pedro Bruno, Harold Almaraz, Salvador Petrelli, Norma Pasucci, Norberto Salgueiro, Jaime Vicente Ianone, Ulises Brutti, José Luis Leoni, Víctor Echandi, Juan Carlos Quiñones, Juana Bruno, Osvaldo Terni, Osvaldo Zamorano, Carlos Ferragine, Omar Farah, Reinaldo Salituri, Carlos Pisani, Jesús Segura, Aurelio Maturana, Norman Piussi, Alberto Porreca, Alberto Pisani, Ricardo Pola, Marcelo Viglezzi, Carlos Pérez, Rubén García, Américo Reynoso, Mariano Echarri, Mirta Ojer, Daniel Dalmao, Jorge Silva, Héctor Ondicol, Alba Luján, Rubén Braile, Juana Rodríguez, Víctor Porta, Elio Burgos, César Egusquiza, Mario Lafourcade, Pedro Lavitola, Del Giovannino, Emilio Méndez, Alberto Colombo, Guillermo Mutti, Adolfo Naveyra, Norberto Scandroli, Noemí Bidauri, Rodolfo González, Dardo Meclazcke, Amadeo Carricaburu, Vicente Lionetti, Juan Martínez, Alfredo Guazzelli, Constante Donini, Roberto Lejarreta, Hugo Sánchez, Anahí Marchioni, Yolanda Barrionuevo, Ramón Etchegoyen, Roberto López, Jorge Salinas, Tomyfer Dosu, Jorge Faccioli, Roberto Faccioli, Justo Arouxet y Renato Pradal.

## Presidencias
- 1919-1920: Héctor Soulá
- 1921: Humberto Uez
- 1922: Matías Ibarbia
- 1923 - 1924: Martín Bisbal
- 1925: Héctor Soulá
- 1926 - 1927: Humberto Uez
- 1928: Martín Bisbal
- 1929: Humberto Uez
- 1930: José Handu Castet
- 1931: José Couselo
- 1932: Carlos Chamberlain
- 1933: Héctor Soulá
- 1934 - 1936: Juan Antonio Salceda
- 1937 - 1940: Matías Mauhourat
- 1941 - 1942: Antonio Nigro
- 1943 - 1944: Armando P. González
- 1945 - 1948: Juan Antonio Salceda
- 1949 - 1952: Francisco Saux
- 1953 - 1954: Mario P. Pérez
- 1955 - 1964: Juan Antonio Salceda
- 1965 - 1967: Cervantes Salinas
- 1968 - 1969: Alberto Armando Olaechea
- 1970 - 1972: Anastacio González
- 1973 - 1975: Mario P. Pérez
- 1976 -1977: Alberto F. Porreca
- 1978 - 1979: Juan J. Barrionuevo
- 1980 - 1981: Domingo Santoro
- 1982 - 1987: Juan Mario Pedersoli
- 1988 - 1989: Jorge A. Salinas
- 1990: Humberto Spath
- 1991 - 1993: Atilio Newbery (renunció en febrero de ese año y le cedió el cargo a Carlos Marchioni hasta abril de 1993).
- 1993 - 1996: Dante Iglesias
- 1996 - 2000: Eduardo Arditi
- 2001: Eduardo Haritchelar
- 2001 - 2004: Dardo Meclazcke
- 2004 - 2008: Norberto Santoro, Vicepresidente 2004-2005 Jorge Noel Villalba (El 31 de marzo de 2009 el club es intervenido por la justicia)
- 2008 - 2010: Interventor Judicial Raúl Alejandro Diaz Esteve
- 2010 - 2014: Presidente Normalizador, Edgardo Vázquez (Renunció el 20/10/14)
- 2014: El 30/10/14 Fueron elegidos por la asamblea de autoconvocados como socios normalizadores: Ezequiel Lester, Sebastien Salituri, Germán Vulcano y Walter Vélez.
- 2014 - 2016: Ezequiel Lester
- 2016 -2018 Sebastián Salituri
- 2018 -2020 Ignacio Cuesta
- 2020 - 2022 Ezequiel Lester
- 2022 - 2023 Alain Martinez
- 2023-act: (Adquirió los derechos del club) Tobias Jensen